# 马迭尔宾馆
马迭尔宾馆（俄语：Модерн）位于黑龙江省哈尔滨市道里区中央大街89号，是当地一家酒店，2013年被列为第七批全国重点文物保护单位。
马迭尔宾馆建于1906年，1913年开业。马迭尔在俄文中意为现代、时髦。其建筑属于当时流行的新艺术运动建筑风格。1946年后，改为中共中央东北局招待处。1987年恢复原名。2013年被列为第七批全国重点文物保护单位。并被商务部列为中华老字号。

## 历史
1904年，俄国犹太人约瑟·开斯普曾参加日俄战争，战后留在哈尔滨，后来为自己和家人获得了法国公民身份。约瑟·开斯普在哈尔滨开设钟表店和珠宝店致富后，1906年在中央大街建造哈尔滨最豪华的马迭尔旅馆，花重金从俄国找来建筑师文萨恩设计，又经营几家电影院。

### 马迭尔绑票案
九一八事变后，日本人占领哈尔滨，觊觎利润丰厚的马迭尔旅馆，又对其在李顿调查团中的不合作态度感到愤怒。日本宪兵和俄罗斯法西斯党的哈尔滨警察厅督察马丁诺夫勾结策划，于1933年8月24日绑架约瑟·开斯普23岁的儿子、钢琴家西蒙·开斯普，勒索巨款，最后在1933年12月3日将其杀害。该案直到1935年才正式开庭审理，最终绑匪在判刑几周后即以“爱国”为由被特赦释放。约瑟·开斯普离开哈尔滨，不久之后在巴黎去世。马迭尔旅馆则落入日本人手中。